# Bibloplectus pusillus
Bibloplectus pusillus är en skalbaggsart som först beskrevs av Henry Denny 1825.  Bibloplectus pusillus ingår i släktet Bibloplectus, och familjen kortvingar. Arten har ej påträffats i Sverige.